# Roman (automóvil)
Roman es un fabricante de camiones y autobuses de Brașov, Rumania. La empresa fue fundada después de la Segunda Guerra Mundial en la base de la antigua fábrica de automóviles ROMLOC construida en 1921. En el espíritu de la época comunista, la planta industrial fue nombrada Steagul Roşu (en rumano, "bandera Roja"). En 2000 se habían producido casi 750.000 camiones y en 2007 la producción total fue de 100 millones de dólares.

## Galería

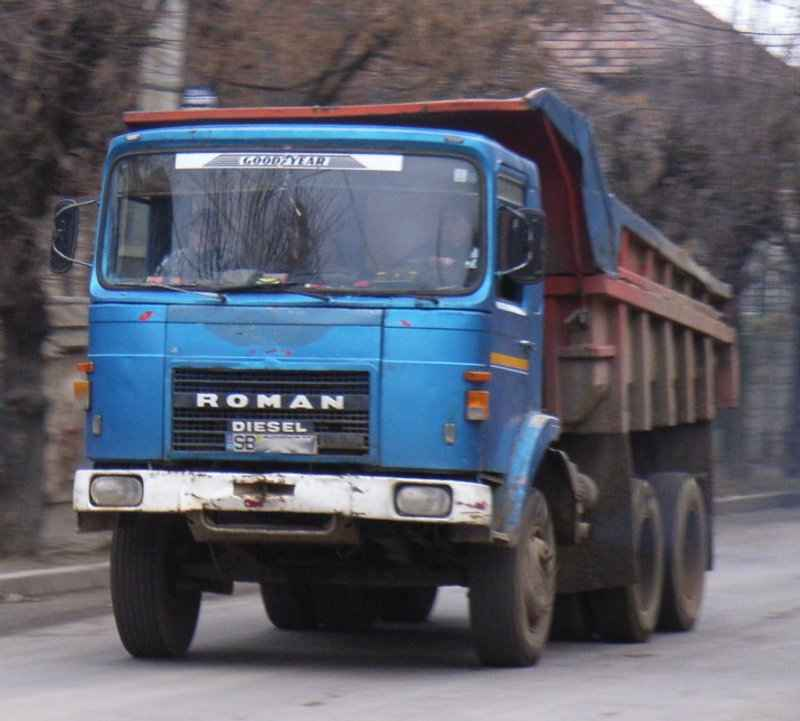
Camión ROMAN
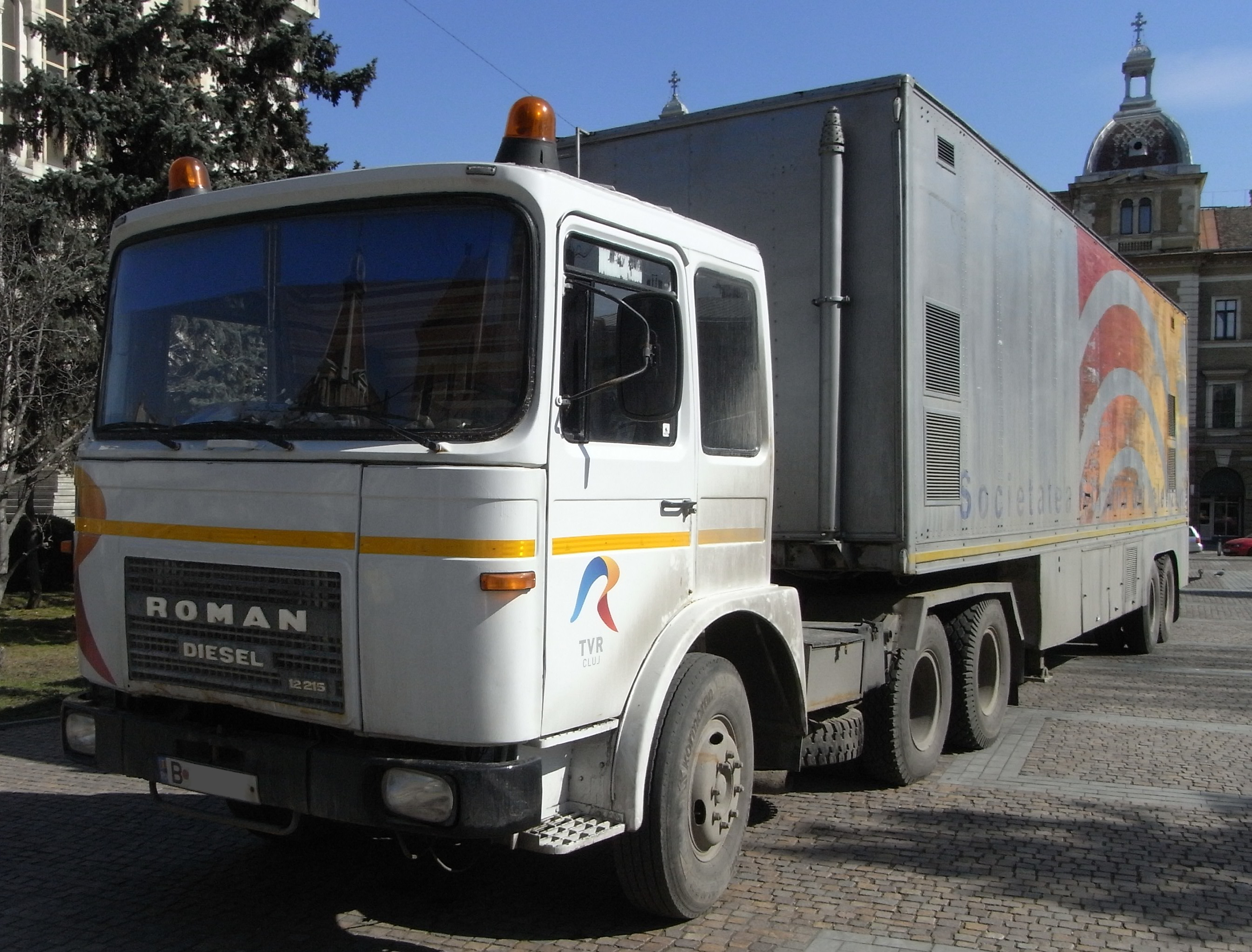
Camión-trailer ROMAN
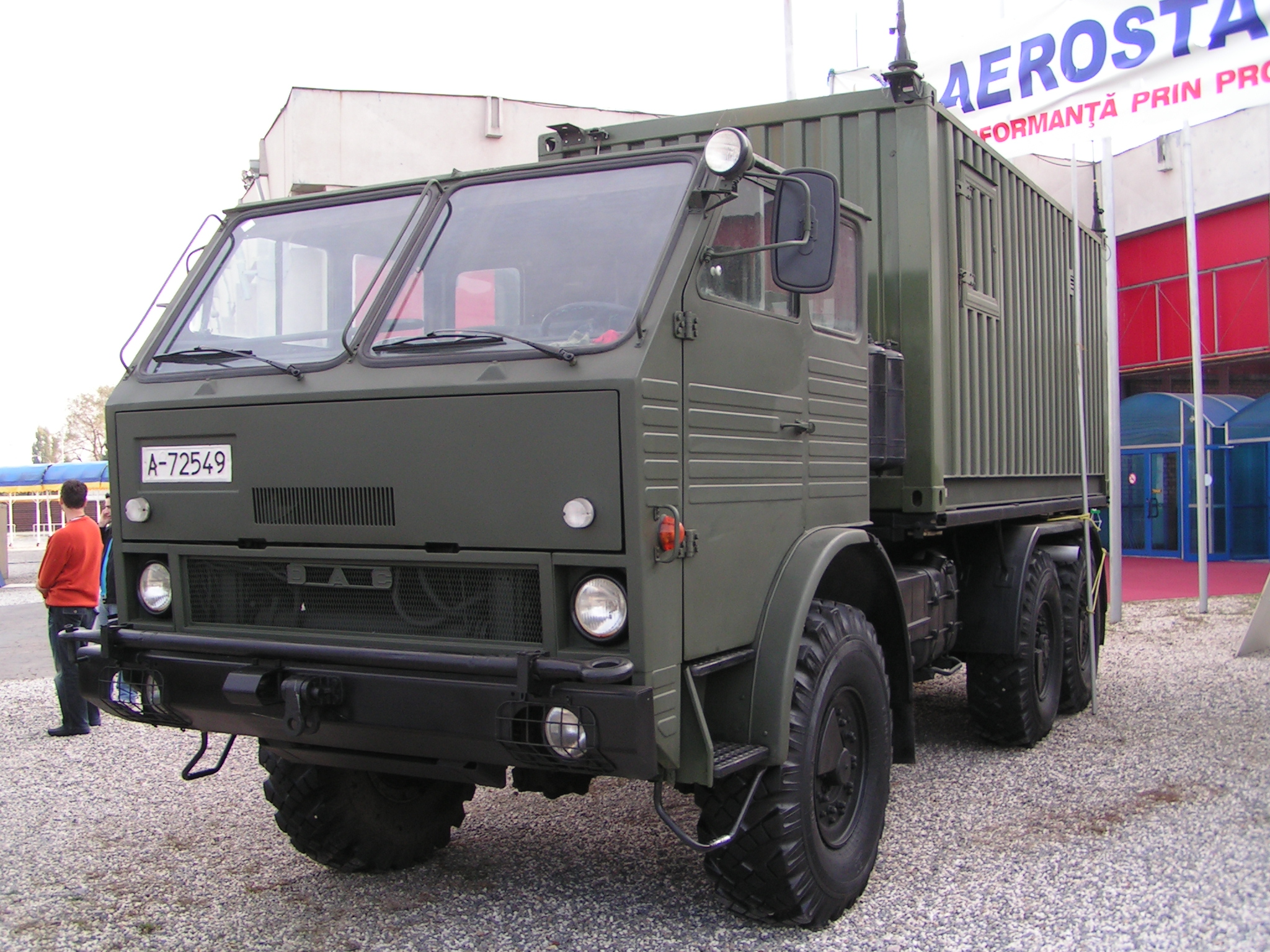
Camión militar DAC
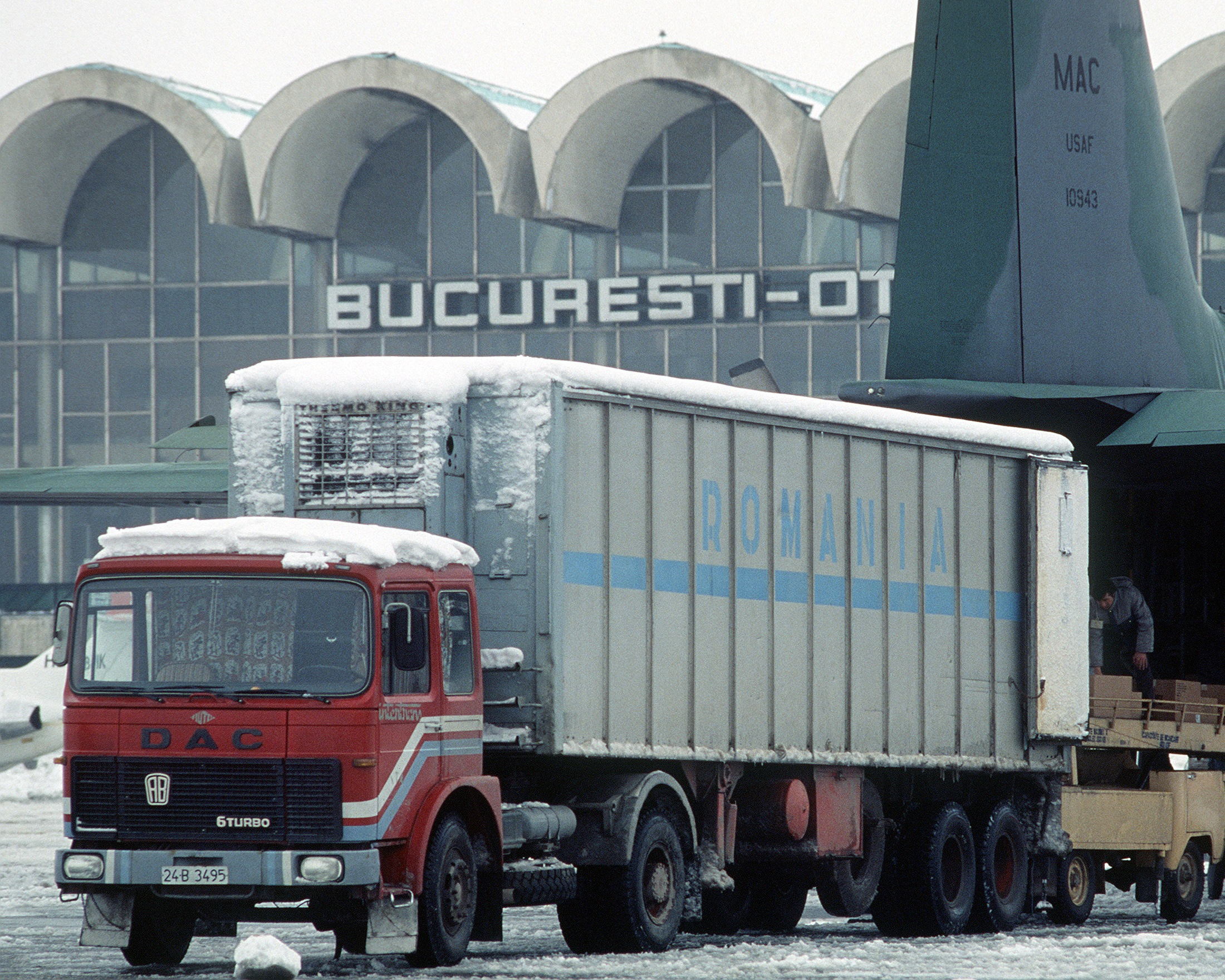
Camión DAC